# This Life (serie televisiva 2015)
This Life è una serie televisiva drammatica canadese. È stato presentato in anteprima il 5 ottobre 2015 su CBC. La serie è basata sulla serie franco-canadese Nouvelle adresse, creata da Richard Blaimert. Il 31 marzo 2016 la CBC ha confermato che la serie è stata rinnovata per una seconda stagione, in anteprima nell'autunno 2016. Lo show è stato cancellato il 24 gennaio 2017.

## Trama
A Montreal, Natalie Lawson è un'editorialista divorziata con tre adolescenti la cui già complicata vita viene sconvolta quando le viene diagnosticato un cancro in fase terminale. Insieme ai membri della sua famiglia fa di tutto per preparare i suoi figli adolescenti per la vita senza di lei. 

## Episodi
| Stagione         | Episodi | Prima TV USA | Prima TV Italia |
| ---------------- | ------- | ------------ | --------------- |
| Prima stagione   | 10      | 2015         | inedita         |
| Seconda stagione | 10      | 2016         | inedita         |

## Premi e nomination[4]
| Anno | Premio                  | Categoria | Ricevente                                                                       | Risultato       |
| ---- | ----------------------- | --- | ------------------------------------------------------------------------------- | --------------- |
| 2016 | ACTRA Awards            | Outstanding Performance - Female                                                                                 | Torri Higginson                                                                 | Candidato/a     |
| 2016 | Leo Awards              | Best Supporting Performance by a Female in a Dramatic Series                                                     | Lauren Lee Smith                                                                | Vincitore/trice |
| 2016 | Young Artist Awards     | Miglior performance in una serie televisiva - Giovane attrice ricorrente di anni 14-21                           | Stephanie Janusauskas                                                           | Candidato/a     |
| 2017 | Canadian Screen Awards  | Miglior serie drammatica                                                                                         | Jocelyn Deschênes, Virginia Rankin, Joseph Kay, Richard Blaimert e Josée Vallée | Candidato/a     |
| 2017 | Canadian Screen Awards  | Migliore interpretazione di un'attrice in un ruolo di supporto in primo piano in un programma o serie drammatica | Lauren Lee Smith                                                                | Candidato/a     |
| 2017 | Leo Awards              | Best Screenwriting in a Dramatic Series                                                                          | Rachel Langer                                                                   | Vincitore/trice |
| 2017 | Writers Guild of Canada | Best Writing in a TV Drama                                                                                       | Celeste Parr                                                                    | Candidato/a     |
| 2018 | Canadian Screen Awards  | Miglior performance in un ruolo guest star, serie drammatica                                                     | Hamza Haq                                                                       | Candidato/a     |